# 南海加太線
加太線（かだせん）は、和歌山県和歌山市の紀ノ川駅から加太駅までを結ぶ南海電気鉄道の鉄道路線である。

## 概要
沿線にある日本製鉄などの工場への通勤路線であるほか、夏季には磯ノ浦や加太への海水浴客なども見られる行楽路線でもある。過去には和歌山製鉄所への貨物輸送も行っていた。
途中、西ノ庄駅のみ無人駅で、その他は有人駅である。全駅でスルッとKANSAIカード、PiTaPa、およびICOCAなどPiTaPaと相互利用可能なIC乗車カードが使用可能。また、全駅に自動券売機、自動改札機、自動精算機（ICOCAは利用不可）、IC乗車カードの現金チャージ機が設置されている。
2014年11月より、沿線の海産物を売り物に観光客を誘致するため、「加太さかな線」の愛称のもとに各種広報、イベントが行われている。

### 路線データ
- 路線距離（営業キロ）：9.6km
- 軌間：1067mm
- 駅数：8駅（起終点駅含む）
- 複線区間：なし（全線単線。ただし、紀ノ川駅合流部分だけはごくわずかではあるが、複線になっている）
- 電化区間：全線電化（直流1500V）
- 閉塞方式：自動閉塞式
- 最高速度：80km/h

## 沿線概況
運行系統上、南海本線・和歌山市駅より加太駅に向かって記述する。
左側に住ノ江検車区和歌山出張場を併設する和歌山市駅を出ると、しばらく右側にJRの紀勢本線が並走する。大きく左にカーブをしながら築堤を上がると紀勢本線は右に分かれていき、紀ノ川橋梁を渡ってから左に緩やかにカーブをすると、加太線の起点である紀ノ川駅に着く。同駅から南海本線より西側に分岐し、七箇川・打手川の南側を川沿いに進んでいく。途中にある梶取信号所は関西の大手私鉄で唯一、もっぱら単線区間の列車の行き違いのために設けられている信号場であり、ここを過ぎて東松江駅の500mほど東側で県道粉河加太線と交わり、しばらくその南側に沿って左手に日本製鉄和歌山製鉄所（和歌山地区）を見ながらほぼ直線で走る。八幡前駅を過ぎて、移転前の和歌山労災病院跡地辺りから南に向きを変え、県道と離れやや海岸沿いに走る。続く西ノ庄駅、二里ヶ浜駅、そして磯ノ浦海水浴場の最寄り駅である磯ノ浦駅までは非常に見通しがよく、住宅地の間を縫って走るが、最後の磯ノ浦駅 - 加太駅だけは景色は一変し、カーブが多くなり山間部を抜けて進んでいく。堤川と交わる辺りで再び県道粉河加太線と合流し、途中県道をアンダーパスで潜り抜けて県道の北側に出て500mほど進むと、終点の加太駅となる。

## 運行形態
紀ノ川駅が起点だが、列車は全て和歌山市駅に乗り入れる。普通車（南海電鉄では普通列車のこと）のみの運転でワンマン運転を実施している。基本的に和歌山市駅で特急「サザン」（時間帯によっては急行も）に、紀ノ川駅でなんば行きの普通車（時間帯によっては区間急行）との接続が考慮されている。
加太線が分岐する紀ノ川駅には特急・急行が停車しないため、南海電鉄公式サイトの「紀州加太」や「めでたいでんしゃ」（後述）のページにおいて、「なんば駅から和歌山市駅を経由して、加太線に乗り換え」など難波方面から加太線への行き方として、特急や急行を利用し和歌山市駅で乗り換えるよう記述されているように、和歌山市駅で下車しないで加太線と南海線とを乗り継ぐ場合に限り、紀ノ川駅 - 和歌山市駅間の重複乗車が認められている（これは南海線と高野線とを乗り継ぐ際における、天下茶屋駅 - 岸里玉出駅間も同じ）。
使用される車両は、ワンマン改造された7100系、2000系のみであるが、港祭りなどの時は、7100系でツーマン運転（車掌乗務）が行われることもある。過去には7000系や吊掛駆動車の1521系、22000系を更新した2200系も運用されていた。
高野線以外で唯一4扉車と2扉車の混用が日常的に行われている（多奈川線や和歌山港線でも一部同様の運用が見られる）。
2016年からは「加太さかな線プロジェクト」の一環で、7100系電車を改装した観光列車「めでたいでんしゃ」が運行されている。2016年にピンク色、翌2017年には水色の「めでたいでんしゃ」が登場し、2018年4月にピンク色が「さち」、水色が「かい」とそれぞれ命名された。2018年11月23日には加太駅で「さち」と「かい」の結婚式が行われ、2019年1月15日には「新婚旅行」として「さち」と「かい」を連結した4両編成で南海本線 和歌山市駅 - 難波駅間に臨時列車が運行された。2019年3月31日には「さち」と「かい」の子供（娘）として赤色の「めでたいでんしゃ」が登場した。この編成は同年7月25日に「なな」の愛称が与えられており、3編成の「めでたいでんしゃ」の愛称の頭文字を連ねると、「さかな」となるほか、「さち」と「かい」の愛称を連ねると「海の幸」となる。2021年9月18日からは4編成目として「さち」の兄という設定の黒色の「かしら」編成が運行を開始したほか、2024年7月13日からは5編成目として2000系電車を改装した、これまでの4編成の先祖という設定の「かなた」が運行を開始した。

## 歴史
加太軽便鉄道が1912年に和歌山口（のちの北島） - 加太間を開業させたのが始まり。1930年の電化を機に加太電気鉄道と社名変更した。1942年に南海鉄道の加太線となり、1944年に陸上交通事業調整法に基づく企業統合で近畿日本鉄道の路線となった。当初は北島経由であったが、近畿日本鉄道時代に松江線（まつえせん）として紀ノ川 - 東松江間の貨物線が開業し、南海電鉄独立後に旅客列車も運転系統が紀ノ川経由に変更された。和歌山市 - 北島間は、1953年の洪水被害により休止（後に廃止）され、北島支線となった残る区間も1966年に廃止された。

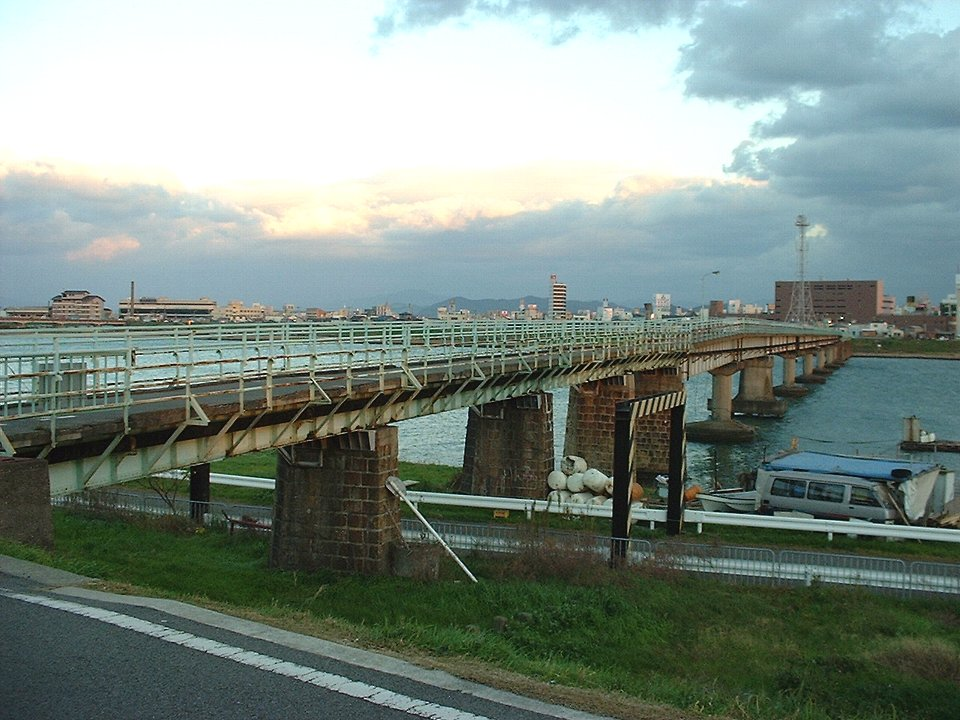
旧・紀ノ川橋梁の河西橋（2003年）

### 年表

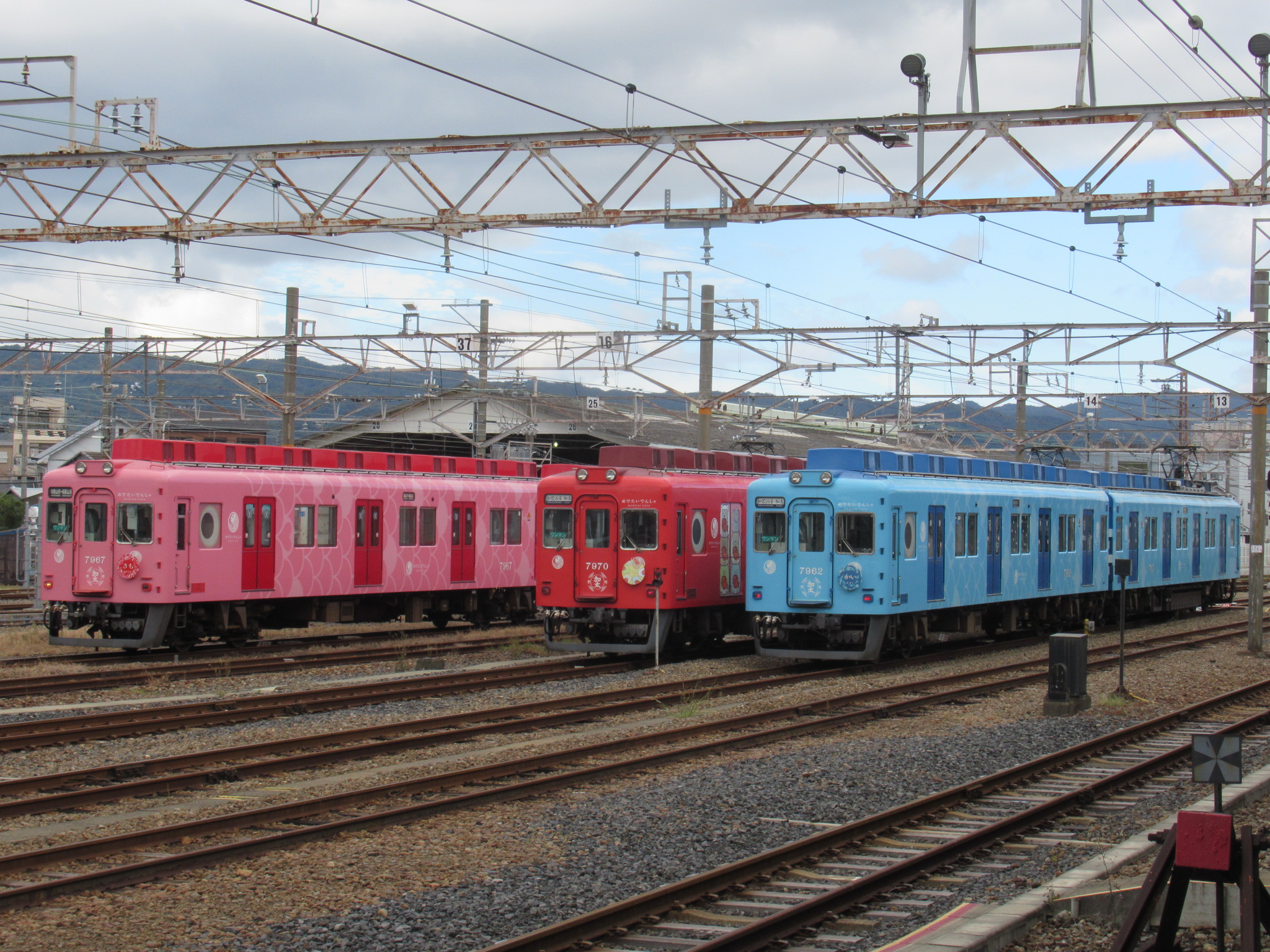
めでたいでんしゃ
左から「さち」「なな」「かい」

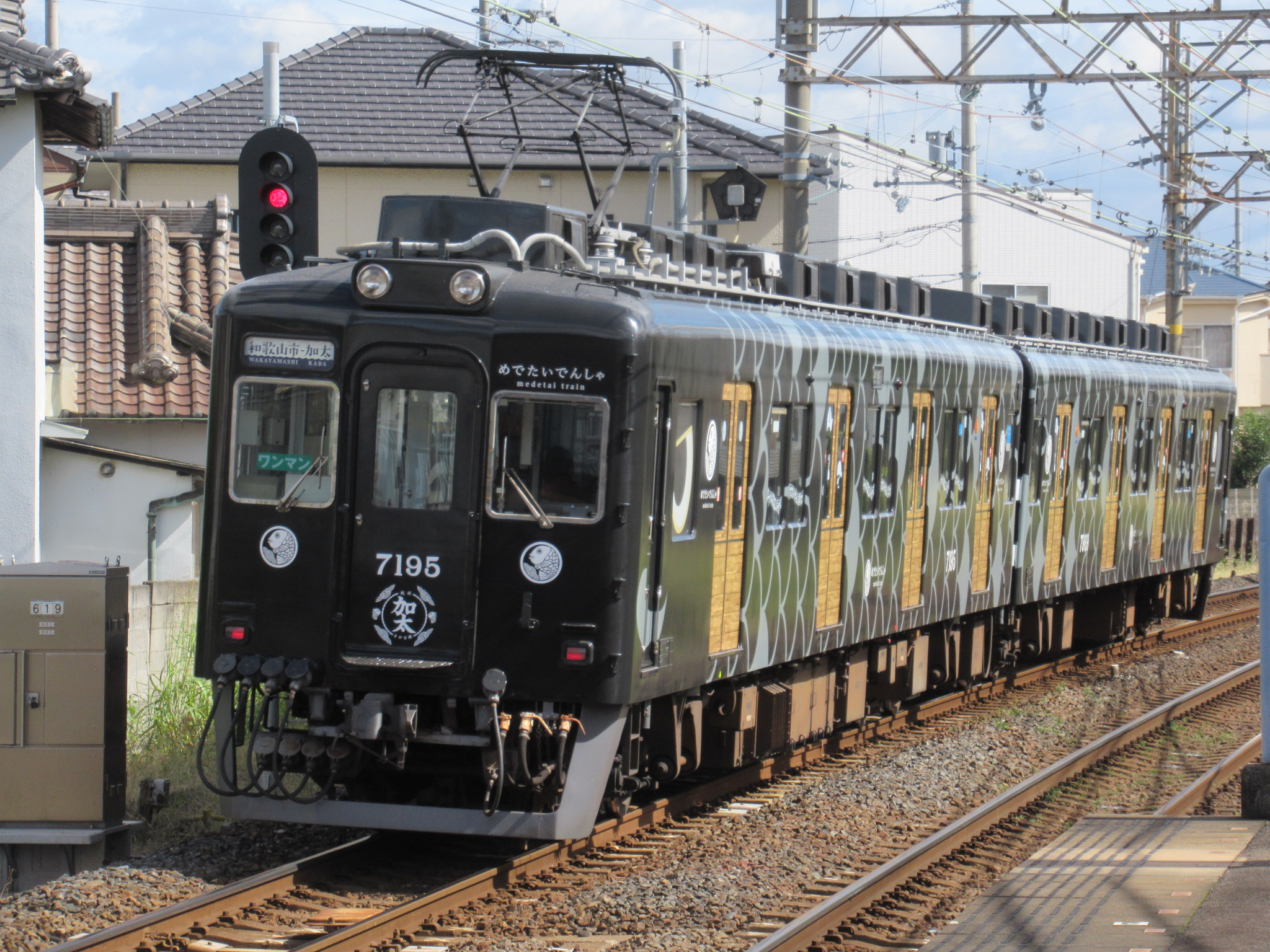
めでたいでんしゃ「かしら」

- 1910年（明治43年）10月5日 加太軽便鉄道に対し鉄道免許状下付（北島-加太間）[14]。
- 1912年（明治45年）6月16日 加太軽便鉄道が和歌山口（のちの北島） - 加太間を開業[15]。
- 1914年（大正3年）
  - 9月21日 和歌山口駅（初代）を移転して北島駅に改称[16]（和歌山口駅（初代）を廃止して、北島駅を新設したとの研究もある[17]）。
  - 9月23日 紀ノ川橋梁が完成し、和歌山口 - 北島間開業。南海和歌山市駅と連絡。
- 1930年（昭和5年）
  - 12月1日 和歌山口 - 加太間が電化。東松江駅、西ノ庄駅開業。
  - 12月22日 加太電気鉄道に社名変更。
- 1942年（昭和17年）2月1日 南海鉄道に合併、加太線となる。和歌山口駅を和歌山市駅に統合。
- 1944年（昭和19年）
  - 6月1日 関西急行鉄道と合併し近畿日本鉄道となる。
  - 10月1日 松江線として紀ノ川 - 東松江間が開業。
- 1947年（昭和22年）6月1日 旧・南海鉄道の路線が南海電気鉄道に分離譲渡。
- 1949年（昭和24年）10月1日 松江線が電化。
- 1950年（昭和25年）
  - 7月15日 松江線紀ノ川 - 東松江間に梶取信号所開設。
  - 7月25日 松江線の旅客営業開始。加太線の運転系統を紀ノ川経由に変更。
  - 9月3日 ジェーン台風で紀ノ川橋梁が被災し、電動機の数を4個から2個に減らした電車で徐行運転で通過するようになる[18]。
- 1953年（昭和28年）
  - 7月18日：水害により紀ノ川橋梁の橋脚が傾き運行不能となる[19]。
  - 9月15日：和歌山市 - 北島間が休止[20]。
- 1955年（昭和30年）2月15日 和歌山市 - 北島間が廃止。紀ノ川 - 加太間を加太支線（1994年頃から加太線）、北島 - 東松江間を北島支線に変更。
- 1966年（昭和41年）12月1日 北島支線を廃止。
- 1980年（昭和55年）9月1日：PTCを導入[21]。
- 1984年（昭和59年）2月1日 南海電鉄最後となった加太支線の貨物営業が廃止。
- 2001年（平成13年）3月24日 ワンマン運転開始。
- 2012年（平成24年）
  - 6月16日 開業100周年を迎え、「ありがとう! 加太線100年まつり」を開催。
  - 11月3日 開業100周年を記念して制作された地元アーティストのコンビレーションCD「ありがとう100年! ガタゴトてくてく加太線ミュージック」発売開始。
  - 11月10日 同じく創業100周年を迎える吉本興業との共同企画により、吉本新喜劇の辻本茂雄、未知やすえ、島田珠代による車内アナウンス（自動放送）および専用ヘッドマークを備えた「加太線・吉本お笑い列車」の運行を開始（運行期間は2013年3月3日まで）。
- 2014年（平成26年）11月1日 「加太さかな線プロジェクト」開始[1]。
- 2016年（平成28年）4月29日 観光列車 「めでたいでんしゃ」（ピンク色）運行開始[4][22]。
- 2017年（平成29年）10月7日 観光列車 「めでたいでんしゃ」（水色）運行開始[5]。
- 2018年（平成29年）
  - 4月26日 ピンク色の「めでたいでんしゃ」の愛称を「さち」、水色の「めでたいでんしゃ」の愛称を「かい」に決定と発表[6]。
  - 11月23日 加太駅構内にて「かい」と「さち」の結婚式を開催[7]。
- 2019年（平成31年）
  - 3月31日 「かい」と「さち」の子供として赤色の「めでたいでんしゃ」運行開始[9][10]。
  - 7月25日  赤色の「めでたい電車」の愛称を「なな」に決定と発表[11]。
- 2021年（令和3年）9月18日 「さち」の兄である黒色の「めでたいでんしゃ かしら」運行開始[12]。
- 2024年（令和6年）7月13日   観光列車「めでたいでんしゃ かなた」運行開始[13][23]。

## 駅一覧
- 全駅和歌山県和歌山市内に所在。
- 営業キロは紀ノ川駅からのもの。
- 普通車のみ運転、全列車が各駅に停車
- 西ノ庄駅以外の全駅で列車交換可能。

| 路線名   | 駅番号     | 駅名       | 駅間 キロ | 営業 キロ | 接続路線                                            |
| -------- | ---------- | ---------- | --------- | --------- | --------------------------------------------------- |
| 南海本線 | NK45       | 和歌山市駅 | 2.6       | 2.6       | 南海電気鉄道： 和歌山港線 西日本旅客鉄道：■紀勢本線 |
| 南海本線 | NK44       | 紀ノ川駅   | -         | 0.0       | 南海電気鉄道： 南海本線（難波方面）                 |
| 加太線   | NK44       | 紀ノ川駅   | -         | 0.0       | 南海電気鉄道： 南海本線（難波方面）                 |
|          | 梶取信号所 | -          | (1.2)     |           |                                                     |
| NK44-1   | 東松江駅   | 2.6        | 2.6       |           |                                                     |
| NK44-2   | 中松江駅   | 0.7        | 3.3       |           |                                                     |
| NK44-3   | 八幡前駅   | 1.1        | 4.4       |           |                                                     |
| NK44-4   | 西ノ庄駅   | 1.1        | 5.5       |           |                                                     |
| NK44-5   | 二里ヶ浜駅 | 0.7        | 6.2       |           |                                                     |
| NK44-6   | 磯ノ浦駅   | 0.9        | 7.1       |           |                                                     |
| NK44-7   | 加太駅     | 2.5        | 9.6       |           |                                                     |

### 過去の接続路線
- 東松江駅：北島支線
- 和歌山市駅（元の2代目 和歌山口駅）：南海本線・和歌山軌道線海南線・国鉄紀勢本線
  - 和歌山軌道線とは市駅停留場のほか、宇治（元の杉ノ馬場、加太電車前）停留場でも接続。